# Сорвиха
Сорвиха (баш. Саруа) — село в Бирском районе Башкортостана, относится к Калинниковскому сельсовету.

## Географическое положение
Расстояние до:
- районного центра (Бирск): 32 км,
- центра сельсовета (Калинники): 7 км,
- ближайшей ж/д станции (Уфа): 77 км.

## Население
| 2002 | 2009 | 2010 |
| ---- | ---- | ---- |
| 116  | ↘96  | ↗97  |

Согласно переписи 2002 года, преобладающая национальность — русские (78 %).

## История
Село основано дворцовыми крестьянами на территории Осинской дороги, известно с 1765 года. Название происходит от речки Сорва.
В 1865 году в 191 дворе проживал 1031 человек. Занимались земледелием, скотоводством, пчеловодством. Были церковь, церковно-приходская школа, 2 маслобойных завода, кузница, винная и бакалейная лавки, хлебозапасный магазин.
В 1906 зафиксированы церковь (построена в 1868), церковно-приходская школа, кузница, винная, мануфактурная, пивная и 2 бакалейные лавки, хлебозапасный магазин.
В 1879, 1926 годах входила в Удельно-Дуванейскую волость Уфимской губернии/Уфимского кантона (История административно-территориального деления Республики Башкортостан (1708—2001). Сборник документов и материалов. Уфа: Китап, 2003. — 536 с. С.106, 108, 433, 501).
В 3,5 км югу от села, на отроге холмистой гряды, обнаружено «Сорвихинское городище», археологический памятник раннего железного века и раннего Средневековья.